# Vilanova de Arousa
Vilanova de Arousa (galicijsky  a oficiálně) či Villanueva de Arosa (kastilsky) je přímořská obec v zálivu Ría de Arousa na západě autonomního společenství Galicie ve Španělsku. Spadá do comarky Salnés a provincie Pontevedra. Obec má rozlohu 35,84 km² a v roce 2007 zde žilo 10 430 obyvatel, převážně galicijsky hovořících.
Počátky městečka jsou spjaté se založením kláštera Cabido v 7. století. Ve Vilanově se narodil Ramón María del Valle-Inclán (1866–1936), jeden z předních modernistů ve španělské literatuře, spjatý s tzv. Generací 98. V obci se nachází socha nejen spisovatelova, nýbrž i jeho literárních postav. Valle-Inclánův rodný dům, přestavěný koncem 20. století na muzeum a památník, je vedle místního románského kostela (gl:Igrexa de Santa María de Caleiro) jednou z hlavních pamětihodností obce.
Do roku 1995 spadal pod Vilanovu také ostrov A Illa de Arousa, jenž dnes tvoří samostatnou obec. Autobusová linka spojuje ostrov s Vilanovou a nejbližším větším městem Vilagarcía de Arousa.